# DBシェンカー

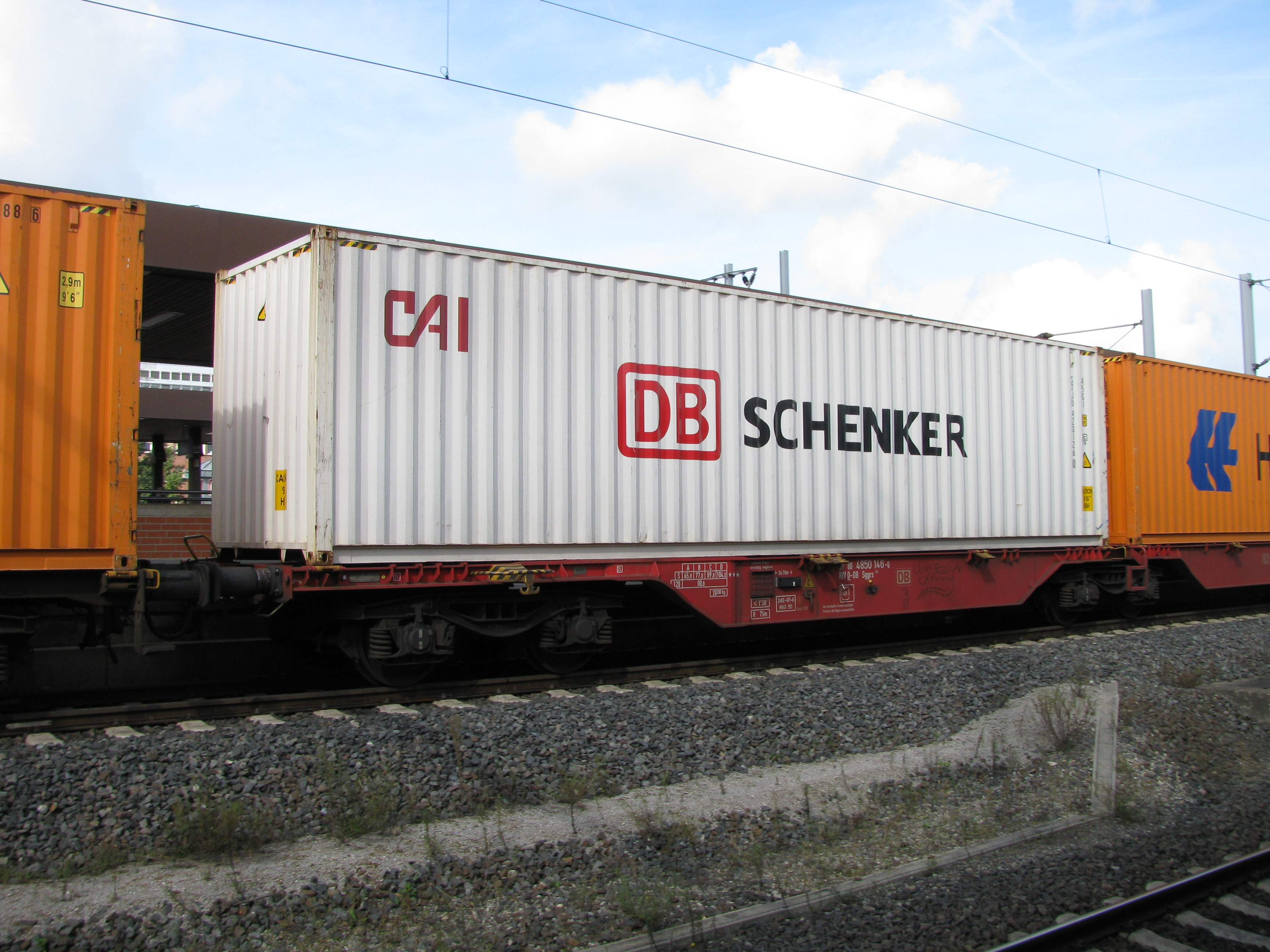
コンテナ鉄道輸送

DBシェンカー（DB Schenker/デーベーシェンカー）は、デンマーク企業DSV傘下の貨物フォワーダーである。
ドイツ・ベルリンに本社を置くドイツ鉄道（ドイチェバーン）傘下の鉄道貨物主体の企業として創業。その後陸運・海運にも事業を拡大し、従業員数8万8,000人を越す欧州最大の貨物フォワーダーとなっている。DBは2022年にDBシェンカーを売却する意向を示し、現在ではDSVの完全子会社となった。

## 歴史
西ドイツ時代の1964年（昭和39年）に日本へも進出、その後2002年（平成14年）に西濃運輸との合弁企業「西濃シェンカー」を設立し、国際輸送事業を展開している。
シェンカーとは創業者の「Gottfried Schenker」からとられており、ドイツ語圏で一般的な名字である。このため、シェンカーと名のつく他の組織とは直接的なつながりは無い。
なお鉄道貨物輸送はDBカーゴが運営していた。
2024年9月13日 - DSVによる株式売買契約が締結されたことを発表した。買収完了は2024年末を予定し、買収予定金額は143億ユーロ(約2兆2,300億円)。
2025年4月30日 - DSVがドイツ鉄道からの買収が完了したことを公表した。これにより、5月1日よりDSVの連結財務諸表に組み込まれ、売上高でキューネ・アンド・ナーゲル（KN）を抜き、独DHLグループ、米UPSに次ぐ世界第3位の物流企業群となる。